# Человек с молотком

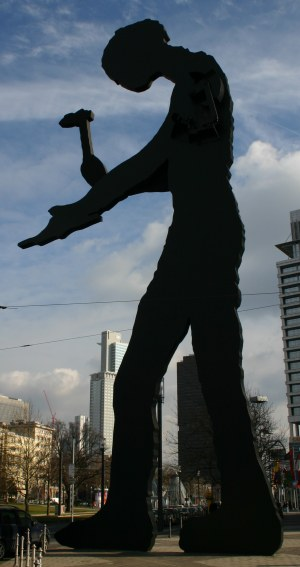
Скульптура во Франкфурте-на-майне

«Человек с молотком» — серия монументальных кинетических скульптур, созданных американским скульптором Джонатаном Борофски в крупных городах по всему миру.
Монумент представляет собой движущийся металлический силуэт работника с молотком в правой руке, который с помощью механизмов медленно двигается туда и обратно, изображая некую работу, и вытянутой левой рукой. Данные произведения искусства посвящены людям рабочих профессий. В городах мира установлены различные варианты данных монументов.

## Скульптуры

### Франкфурт-на-Майне
Фигура из стали и алюминия высотой около 23 метров и весом 32 тонны. Открыта 23 апреля 1991 года. Возле монумента располагается старт Франкфуртского марафона.

### Базель
Стальная фигура открыта в августе 1989 года. Высота 13,5 метров и весом 8 тонн.

### Сиэтл
Чёрная скульптура высотой 48 футов, толщиной 7 дюймов и весом 26000 фунтов.

### Сеул
Гигантская скульптура открыта 20 августа 2002 года. Вес составляет 50 тонн, высота 22 метра. Один взмах молотком делает за 1 минуту и 17 секунд.

### Даллас
Монумент высотой 24 фута.

## Другие города
Подобные скульптуры расположены также в Нью-Йорке, Лос-Анджелесе, Миннеаполисе, Лиллестрёме, Ла-Хойе, Гейнсвилле.